# Deltaven

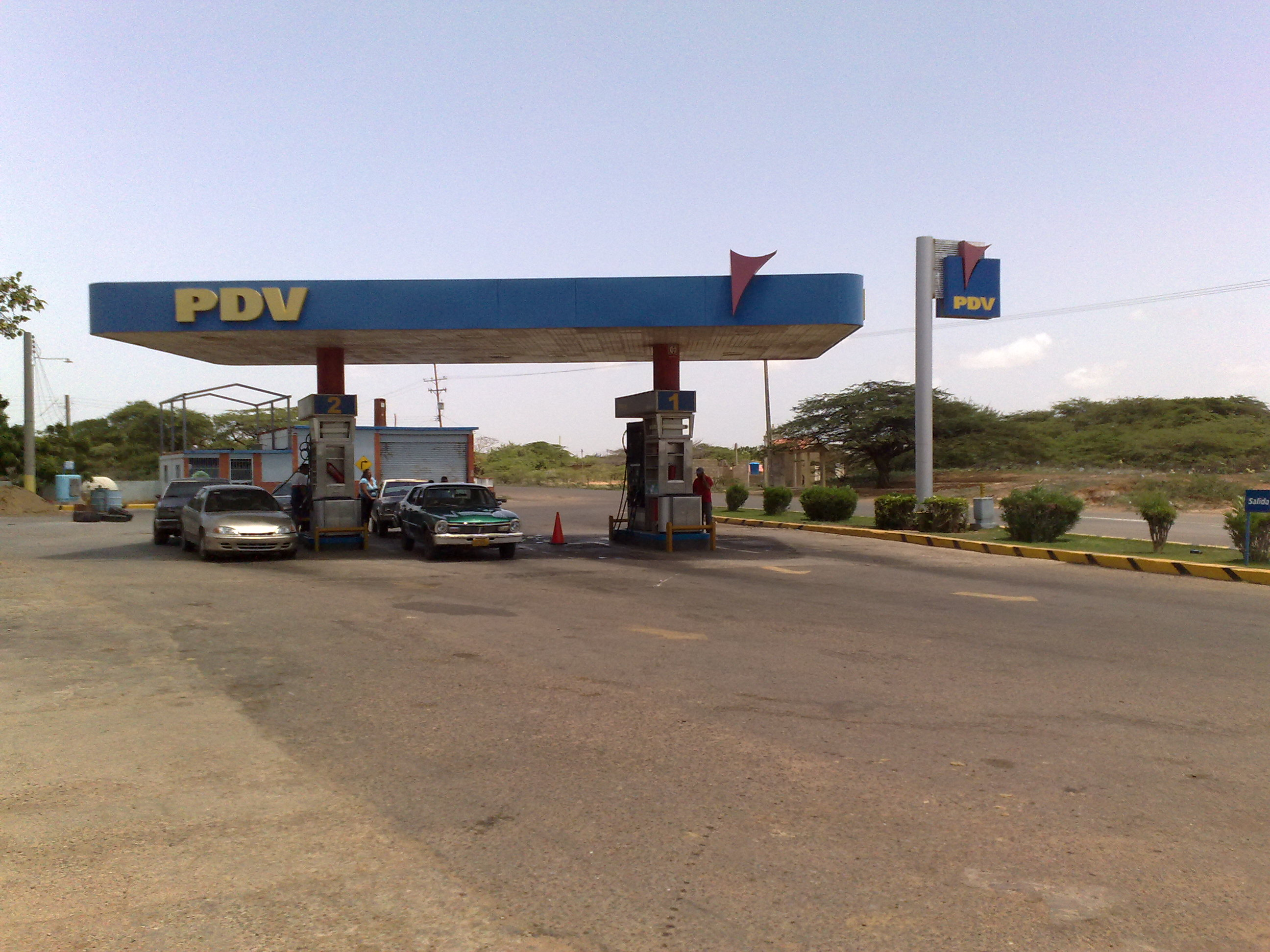
Estación de servicio PDV en Moruy.

Deltaven es una filial de la estatal Petróleos de Venezuela (PDVSA) cuya actividad es la comercialización de combustibles, lubricantes, solventes, asfaltos, grasas y otros derivados de hidrocarburos bajo la marca comercial PDV. Aunque dicha actividad está restringida fundamentalmente al ámbito del mercado venezolano, la marca PDV también es conocida en el resto de Latinoamérica a través de la red comercial de Citgo International Latin América (CILA).
Deltaven fue creada en 1976 para asumir el control de las operaciones que hasta ese año desempeñó la empresa concesionaria Texaco en Venezuela, principalmente la operación de la refinería de Tucupita, en el estado Delta Amacuro. Dicha refinería fue cerrada, dando así cumplimiento a un plan de racionalización de recursos diseñado por la casa matriz PDVSA, a finales de 1976. Al año siguiente, la Corporación Venezolana del Petróleo absorbió todos los activos de Deltaven, que suspendió sus actividades comerciales hasta 1997. Ese año, se produjo una fusión de las compañías estatales Corpoven, Lagoven y Maraven, quienes comercializaban combustibles, lubricantes y otros productos derivados de manera independiente. Deltaven asume el control de todos los activos pertenecientes a esas tres empresas, así como la red de distribución que manejaban las mismas. Se creó la marca comercial PDV, que además mantiene presencia en la principal red de estaciones de gasolina de Venezuela para automóviles y en 16 aeropuertos venezolanos para surtir a empresas de aviación comercial.

## Absorción de suministradoras
En 1997 una nueva Ley Orgánica de Hidrocarburos permitió la apertura del mercado interno venezolano a inversionistas privados para algunas áreas del mercado petrolero. Ese año fue fundada la Corporación de Combustible de Monagas (CCM), luego en 1998 nacieron algunas compañías como Betapetrol y Trébol Gas, en 2000 inició operaciones Llanopetrol, y en 2001 Petrocanarias y Corporación La Petrólea todas de capital venezolano, además de las transnacionales Texaco, ExxonMobil, BP y Shell. 
A finales de 2008 el Estado decidió absorber las estaciones de servicio de las empresas que se encargaban del suministro, para entonces tenían una cuota de participación del mercado de 54% las compañías privadas, repartidas de la siguiente forma Trébol Gas 17%, Llanopetrol 9%, BP 7%, Texaco 5%, Mobil 5%, CCM 4%, Petrocanarias 4%, La Petrólea 2% y Betapetrol 1%.